# Корсак (герб)
Корсак (пол. Korsak) — шляхетський герб литовсько-руського чи корсиканського походження.

## Опис
За одними описами, у срібному полі дві чорні лілії, що поєднані основами, а за іншими — у червоному полі дві перехрещені навскіс чорні гарди, якорі, данські алебарди. У клейноді — три страусових пера.

## Історія
За легендою назва герба походить від пращура, який походить з Корсики.
Рід Корсаків дуже давній у Литві.

## Герб використають
11 родів: Bobynicki, Bobynicz, Borkołap, Chołubicki, Głębocki, Korsak, Korzon, Lipiński, Poczapowski, Szukało, Zaleski.

## Зноски
1. ↑  Лакиер А. Б. § 91, № 114 // Русская геральдика. — 1855.